# Virginia Mariani Campolieti
Virginia Mariani Campolieti, née le 4 décembre 1869 et morte en 1941 à Milan, est une pianiste, chef d'orchestre et compositrice italienne.

## Biographie
Virginia Mariani Campolieti nait le 4 décembre 1869 à Gênes, en Italie. Elle étudie le piano avec Mario Vitale et Luigi Torchi et la composition avec Carlo Pedrotti au Liceo Musicale Rossini (it) de Pesaro. Elle sort diplômée en 1892.
Le 6 mai 1899 elle dirige au Politeama Genovese (it) son opéra en trois actes Dal sogno alla vita, composé en 1898 sur un livret de Fulvio Fulgonio. Cette œuvre est  reprise en avril de l'année suivante au théâtre Storchi de Modène.
Elle compose également la cantate l'Apoteosi di Rossini avec laquelle elle remporte le prix Bodoi.
En 1976, son fils Luigi, compositeur et chef d'orchestre actif dans les théâtres de Paris, lègue environ 5000 volumes à la bibliothèque du Conservatoire Gioachino Rossini en souvenir et hommage à sa mère.
Elle meurt en 1941 à Milan.

## Œuvres
- 33 Canzoncine per Bambini, Vol. 3

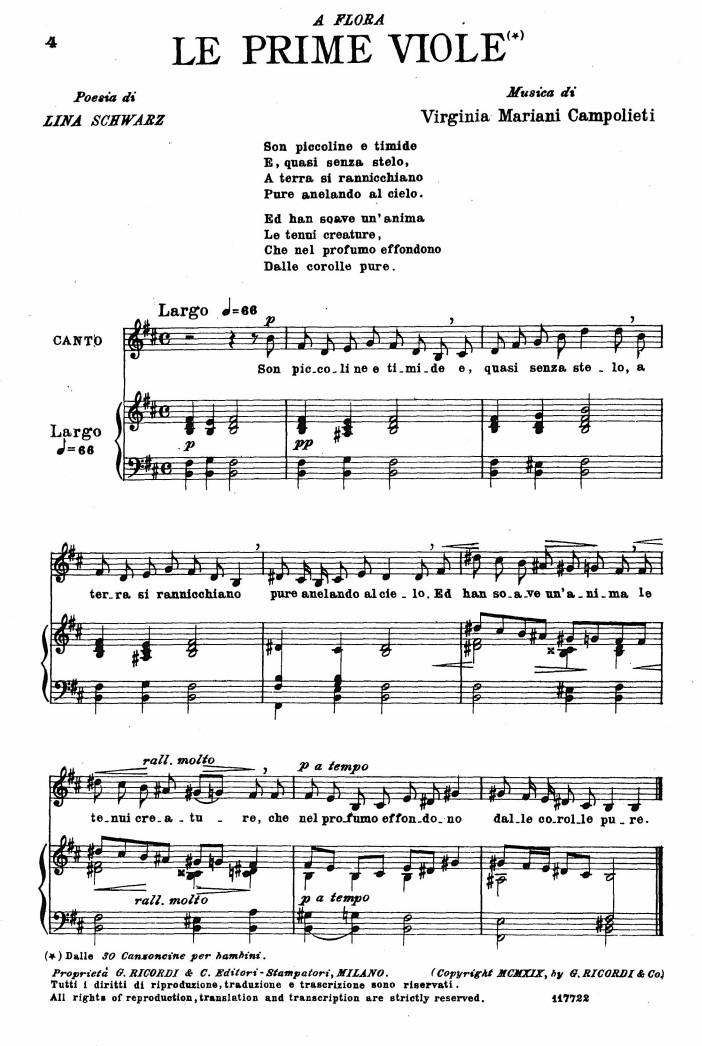

- Apothéose de Rossini, cantate pour soprano solo, chœur, orgue et orchestre
- Dal sogno alla vita, opéra